# Tierra de infancia
Tierra de infancia es un libro de la poetisa salvadoreña Claudia Lars. La obra está escrita en prosa poética y trata de las memorias de la autora durante su infancia. De acuerdo a Eduardo Mayora, en el prólogo del texto:

Este libro no provocará ninguna polémica en los círculos literarios...No tiene tesis; es apenas un canto, una exaltación al folklore salvadoreño; un homenaje a las virtudes hogareñas de una familia representativa.}Claudia Lars
(Carmen Margarita Brannon Vega; Armenia, 1899 - San Salvador, 1974) Poetisa salvadoreña, una de las voces más sobresalientes de la lírica centroamericana del siglo XX.
Hija de Peter Patrick Brannon, ingeniero norteamericano, y de la salvadoreña Carmen Vega Zelayandía, estudió en el colegio La Asunción de la ciudad de Santa Ana, donde la joven Claudia se decantó por los estudios humanísticos. Religión y poesía se vincularon en su hogar para acrecentar su sensibilidad natural. Desde muy pronto recibió la influencia de los clásicos antiguos y españoles (Góngora, Quevedo, Fray Luis de León), así como la de los románticos ingleses y de Rubén Darío. También coincidió con algunos de sus contemporáneos, como el cuentista salvadoreño Salarrué.
Poetisa precoz, con diecisiete años publicó un breve poemario que pasó inadvertido: Tristes mirajes, que vio la luz gracias al mecenazgo del general y poeta Juan José Cañas, uno de sus primeros mentores. Por esa época Claudia Lars mantenía relaciones sentimentales con el poeta Salomón de la Selva. Pero en 1919, cuando habían ya formalizado su compromiso de matrimonio, el padre de Claudia decidió romper el vínculo y enviar a su hija a los Estados Unidos, a casa de unos familiares afincados en Pensilvania. Allí conoció a Le Roy Beers, con quien contrajo matrimonio tras un breve período de noviazgo.
Sin abandonar el país norteamericano, la poetisa se instaló en compañía de su nuevo esposo en el barrio de Brooklyn de Nueva York, donde ejerció como profesora de lengua castellana en la Escuela Berlitz. En 1927 tuvo ocasión de regresar a su país junto con su cónyuge, que acababa de ser nombrado cónsul de los Estados Unidos en El Salvador. Aposentados en la capital salvadoreña, a finales de 1927 nació su primer hijo, Le Roy Beers Brannon, que sería el único vástago de Claudia Lars.
Claudia Lars volvió a frecuentar los cenáculos literarios, en especial el congregado alrededor del poeta Alberto Guerra Trigueros, compuesto por escritores como Alberto Masferrer, Salarrué y Serafín Quiteño. En ese nuevo ambiente la poesía de Claudia Lars fluyó de nuevo con espontaneidad y soltura, lo que se tradujo en 1934 en una nueva entrega lírica: Estrellas en el pozo, publicada en las famosas Ediciones Convivio por voluntad expresa de su director, el intelectual costarricense Joaquín García Monge.

Esta obra, bien recibida por críticos y lectores, allanó el camino del siguiente poemario de Claudia Lars, Canción redonda (1936), al que siguió, tras un paréntesis, La casa de vidrio (1942). En este fértil periodo publicó también Romances de norte y sur (1946), Sonetos (1947) y Ciudad bajo mi voz, libro premiado en el Certamen Conmemorativo del IV Centenario del Título de Ciudad de San Salvador.